# Moschuskrautgewächse
Die Moschuskrautgewächse (Adoxaceae) sind eine Pflanzenfamilie aus der Ordnung der Kardenartigen (Dipsacales). Sie enthält seit 2011 vier Gattungen mit etwa 220 Pflanzenarten hauptsächlich auf der Nordhalbkugel.

## Beschreibung

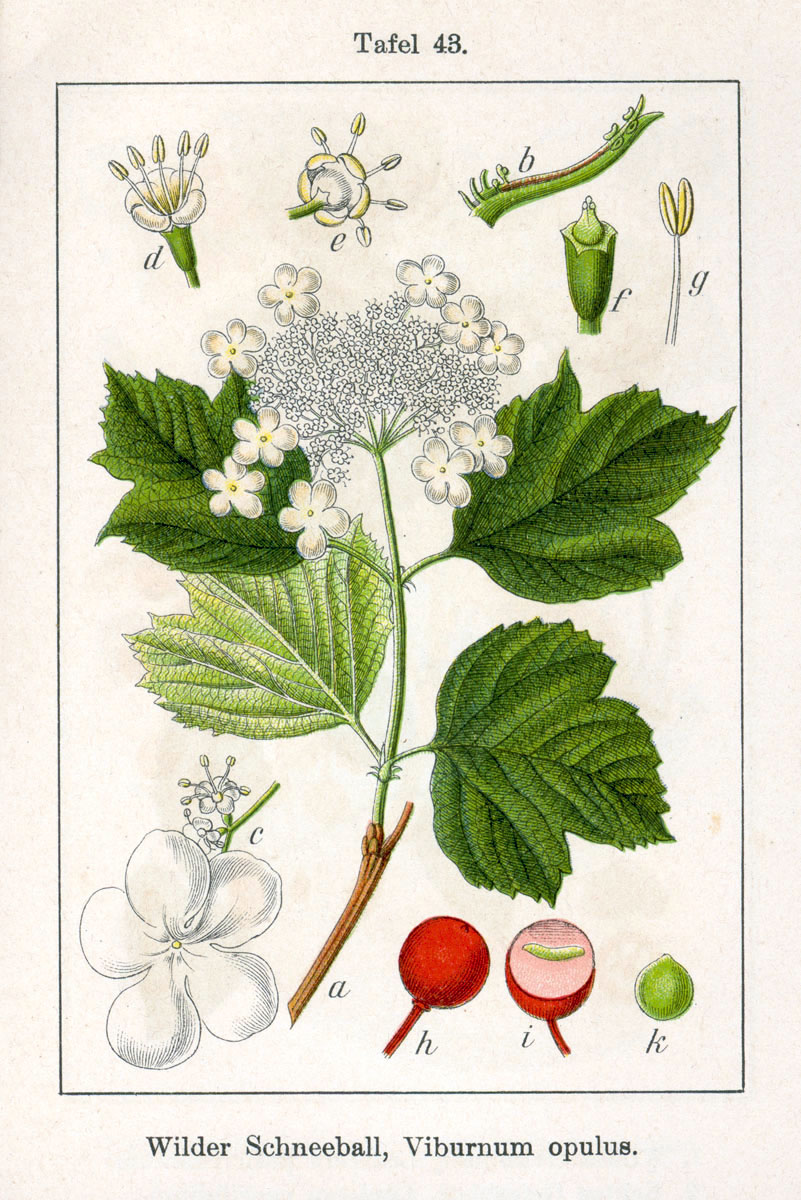
Gewöhnlicher Schneeball (Viburnum opulus)

Da diese Familie nach molekulargenetischen Erkenntnissen zusammengeordnet wurde, sind nur wenige Merkmale allen Gattungen gemeinsam.

### Vegetative Merkmale
Bis auf die wenigen Arten der Gattungen Adoxa und Sinadoxa, die als kleine ausdauernde krautige Pflanzen wachsen, sind die meisten Arten verholzende Pflanzen, die meist als Sträucher, seltener als kleine Bäume wachsen.
Alle Arten der Adoxaceae besitzen gegenständige Laubblätter. Die Blattspreiten sind einfach (Viburnum) oder zusammengesetzt (Sambucus, Adoxa und Sinadoxa).

### Generative Merkmale
Die endständigen, ährigen, rispigen, doldigen oder kopfigen, meist zymösen Blütenstände enthalten wenige bis zahlreiche Blüten.
Die oft relativ kleinen Blüten sind zwittrig, radiärsymmetrisch und meist fünfzählig, seltener drei- bis vierzählig. Die meist fünf Kelchblätter sind verwachsen und der Kelch ist während der Entwicklung offen. Die meist fünf Kronblätter sind verwachsen und die Kronlappen sind oft flach radförmig angeordnet. Es ist mit dem äußeren nur ein Kreis mit freien, fertilen und in der Kronröhre inserierten Staubblättern vorhanden. Die Staubblattzahl variiert von fünf bei Sambucus und Viburnum bis zu fünf, vier oder drei Staubblättern bei Adoxa und Sinadoxa. Bei Adoxa und Sinadoxa sind die Staubfäden bis fast zum Grund gespalten, sodass der Eindruck entsteht, es handle sich um doppelt so viele Staubblätter. Die Staubbeutel öffnen sich mit einem Längsschlitz. Es ist mit dem inneren Staubblattkreis ein Kreis mit fünf, vier oder drei Staminodien vorhanden. Drei, vier oder fünf Fruchtblätter sind zu einem halbunterständigen bis unterständigen, ein- oder drei- bis fünfkammerigen Fruchtknoten verwachsen. Es sind ein, drei, vier oder fünf meist kurze Griffel vorhanden oder er fehlt. Die Narben sind kopfig oder zwei- bis dreiteilig.
Die Steinfrucht enthält einen oder drei bis fünf Samen.

## Systematik

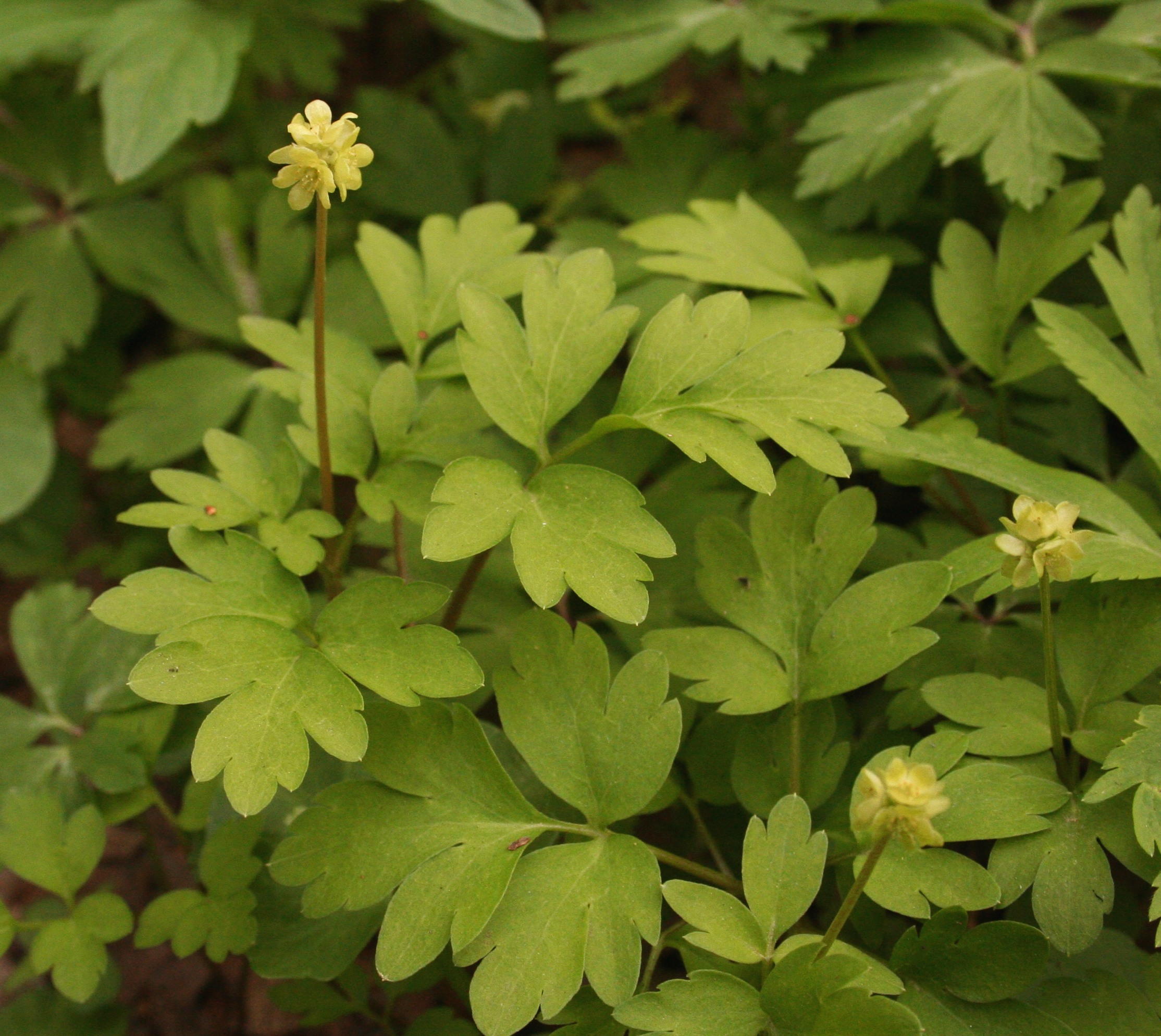
Moschuskraut (Adoxa moschatellina)

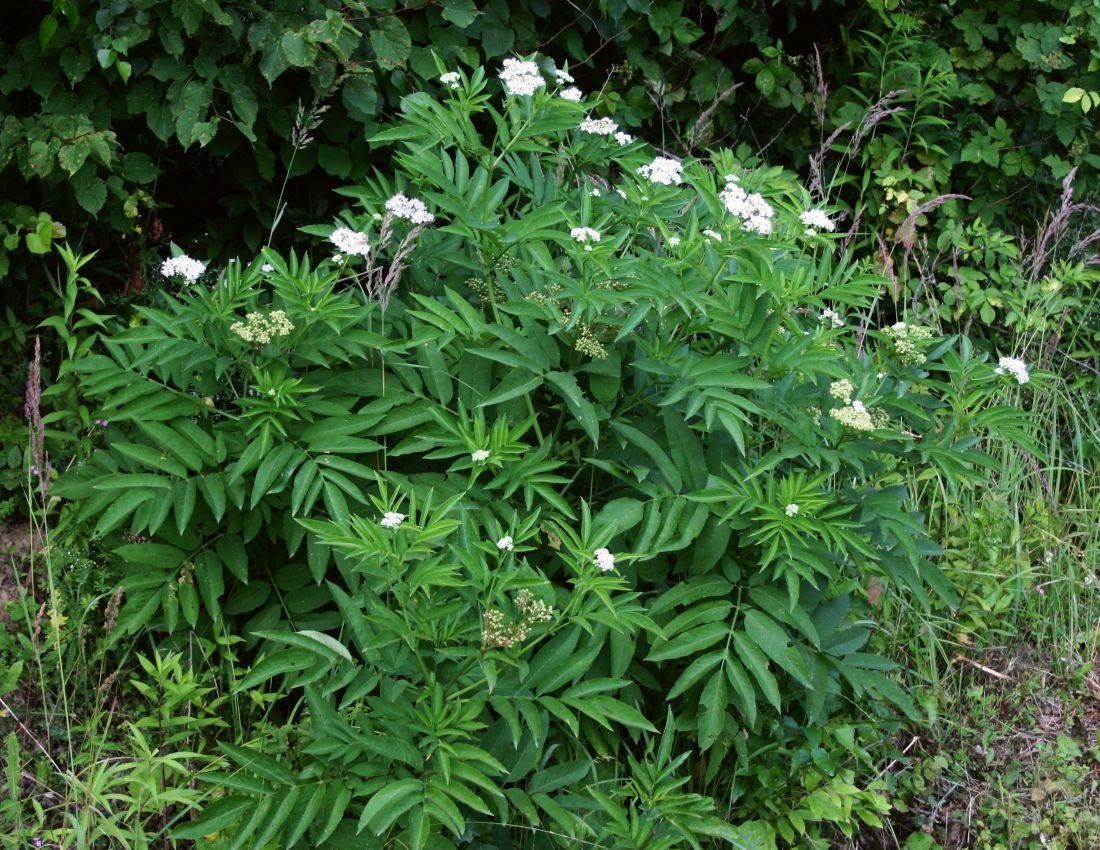
Attich (Sambucus ebulus)

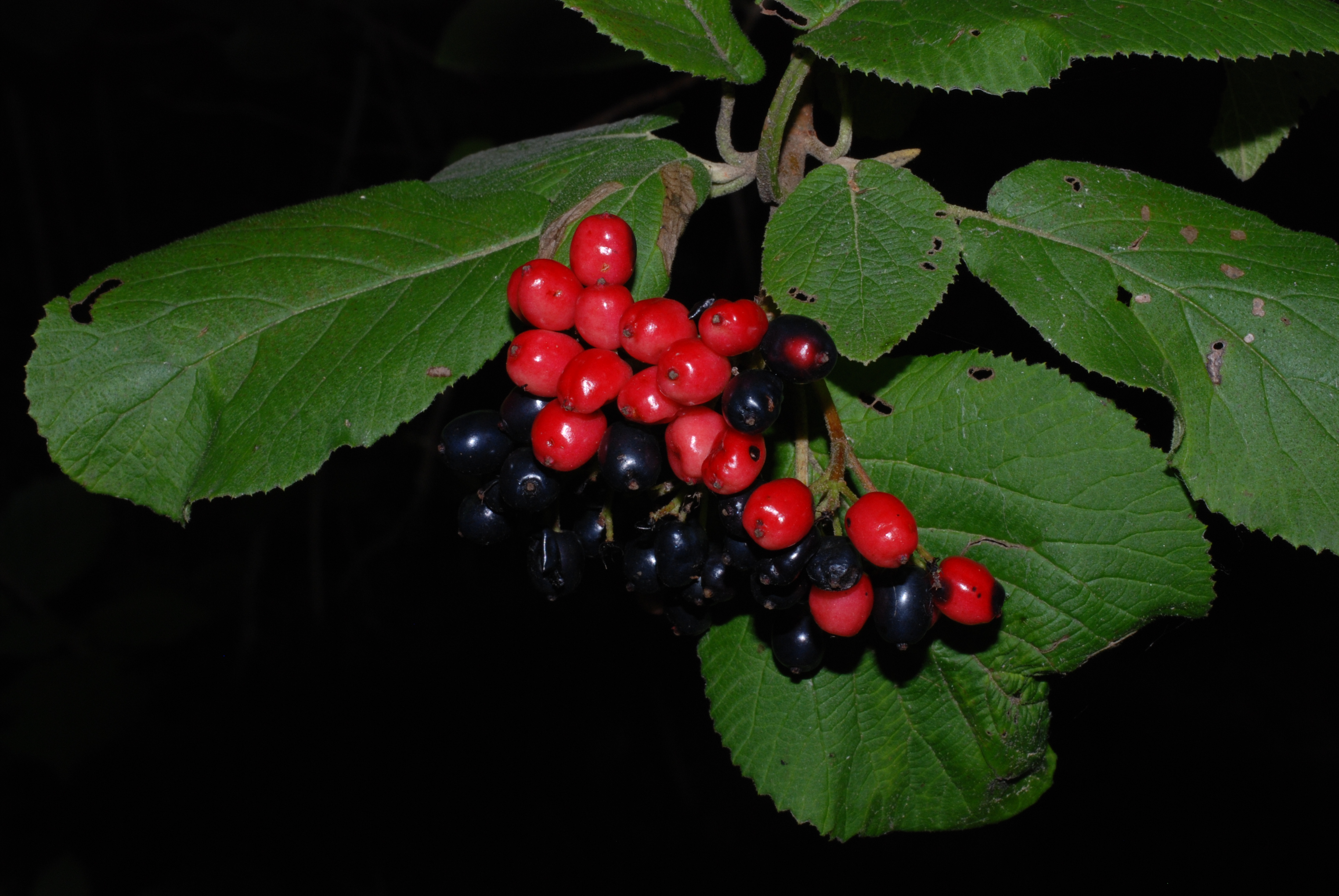
Früchte des Wolligen Schneeballs (Viburnum lantana)

Die Familie Adoxaceae wurde 1839 durch Ernst Heinrich Friedrich Meyer in Preussens Pflanzengattungen, Seite 198 aufgestellt. Typusgattung ist Adoxa L.  Synonyme für Adoxaceae E.Mey. nom. cons. sind Sambucaceae Batsch ex Borkh. und Viburnaceae Raf.
Gensequenz-Analysen zeigen, dass die Gattungen Adoxa und Sinadoxa zusammen mit den früher zur Familie Caprifoliaceae gestellten Gattungen Sambucus und Viburnum eine gemeinsame Abstammung aufweisen und daher in eine Familie zu stellen sind. Sie bilden so nach der Systematik der Bedecktsamer nach APG IV (2016) eine monophyletische Familie in der Ordnung Dipsacales.
Die Familie Adoxaceae enthält seit 2011 vier Gattungen mit etwa 220 Arten:
- Adoxa L. (Syn.: Moscatella Adans., Moschatellina Mill., Tetradoxa C.Y.Wu): Die drei oder vier Arten sind in den gemäßigten Gebieten der Nordhalbkugel verbreitet:[6]
- Sinadoxa C.Y.Wu, Z.L.Wu & R.F.Huang: Sie enthält nur eine Art:
  - Sinadoxa corydalifolia C.Y.Wu, Z.L.Wu & R.F.Huang: Dieser Endemit gedeiht an Felsüberhängen, in feuchten Schluchten und alpinen Felsschutthängen in Höhenlagen von 3900 bis 4800 Metern in China nur in Nangqên sowie Yushu im südlichen Qinghai.[6]
- Holunder (Sambucus L.): Sie enthält nur noch etwa zehn (früher bis zu 40) Arten in gemäßigten bis subtropischen Gebieten und tropischen Gebirgen.[6]
- Schneeball (Viburnum L., Syn.: Actinotinus Oliv.): Die etwa 200 Arten sind hauptsächlich in gemäßigten bis subtropischen Gebieten Asiens und Südamerikas verbreitet; davon kommen 73 Arten in China vor.[6]